# Adolf Andrée
Adolf Andrée (* 1. November 1841 in Münder am Deister; † 25. Februar 1917 ebenda oder in Hannover) war ein deutscher Apotheker, Botaniker, Autor und Kommunalpolitiker.

## Leben
Adolf Andrée wurde zu Beginn der Industrialisierung im Königreich Hannover in dem kleinen Ort Münder am Deister als Sohn des Apothekers Friedrich Jacob Andrée geboren. Nach einer Apothekerlehre studierte er Pharmazie zunächst in Göttingen an der Georg-August-Universität und anschließend in Berlin die Fächer Mineralogie, Geologie, Balneologie und Nationalökonomie.
Als Nachfolger seines Vaters übernahm Andrée die Adler-Apotheke Münder, betrieb aber auch eine Apotheke in Hannover.
Andrée verfasste die 1874 erschienene Schrift Flora der Umgebung von Münder.
Um die Münderschen mineralhaltigen Quellen heilbringend zu verwerten, initiierte Andrée 1878 eine Aktiengesellschaft, die auf dem ehemaligen Gelände des Salzhofes (1250 m²) ein Badehaus mit Kurpark und Teich anlegte. (Um 1900 wurde ein dreigeschossiges Kurhotel fertiggestellt. Fünf Jahre nachdem die Anlage 1931 in den Besitz der Stadt übergegangen war, wurde ihr das staatliche Prädikat „Bad“ verliehen.)
Andrée war Vorstand des städtischen Botanischen Gartens in Hannover. Er war Mitglied im Vorstand der Naturhistorischen Gesellschaft Hannover und später deren Ehrenmitglied.
1880 wurde Andrée Vater des späteren Geologen und Paläontologen Karl Andrée.

## Schriften
- Flora der Umgebung von Münder, Sonderdruck aus Berichte der Naturhistorischen Gesellschaft Hannover. Band 24, 1874, S. 70–128.
  - Nachtrag 1884[2]